# Fondation pour la mémoire de la Shoah
La Fondation pour la mémoire de la Shoah è un'istituzione francese riconosciuta la cui vocazione è quella di sostenere progetti relativi a:
- storia e ricerca sulla Shoah (borse di studio, sussidi alla ricerca e affini);
- pedagogia (gite scolastiche, formazione degli insegnanti ed altro);
- la memoria e la sua trasmissione (riabilitazione dei luoghi della memoria, documentari, pubblicazioni, ecc.);
- solidarietà con i sopravvissuti all'Olocausto (programmi medico-sociali);
- cultura ebraica (eventi culturali, istruzione);
- la lotta all'antisemitismo e il dialogo interculturale (azioni educative, pubblicazioni, film...).

Fornisce supporto permanente al Mémorial de la Shoah di Parigi e al memoriale di Drancy.

## Storia
La Fondation pour la mémoire de la Shoah è stata creata nel 2000 su raccomandazione della Mission d'étude sur la spoliation des Juifs de France presieduta da Jean Mattéoli. Creata nel 1997, questa commissione aveva il compito di studiare le varie forme di spoliazione perpetrate contro gli ebrei in Francia durante la seconda guerra mondiale, nonché l'entità e gli effetti delle misure di restituzione adottate nel dopoguerra.
I fondi dormienti risultanti dalla spoliazione e conservati dalle amministrazioni statali e dalle istituzioni finanziarie francesi sono stati donati alla Fondazione e ne costituiscono la dotazione; ammontano a 393 milioni di euro.
La Missione Mattéoli ha inoltre istituito la CIVS (Commission pour l'indemnisation des victimes de spoliations intervenues du fait des législations antisémites en vigueur pendant l'Occupation), commissione per il risarcimento delle vittime di spoliazioni, il cui scopo è esaminare nuove richieste di indennizzo da parte delle vittime o degli altri aventi diritto.

## Organizzazione
Con i mezzi finanziari in dotazione la Fondazione sovvenziona il Mémorial de la Shoah e sostiene numerosi progetti.
I progetti presentati alla Fondazione vengono sottoposti a perizie indipendenti e poi esaminati da sei commissioni tematiche (Solidarietà, Storia dell'antisemitismo e della Shoah, Memoria e trasmissione, Insegnamento della Shoah, Cultura ebraica, Lotta all'antisemitismo e dialogo interculturale), composte da volontari qualificati.
I suggerimenti dei comitati vengono poi sottoposti all'ufficio e al consiglio di amministrazione della Fondazione, che determinano i progetti da sostenere e l'assistenza da fornire. I rappresentanti di istituzioni ebraiche e persone qualificate sono affiancati nel consiglio di amministrazione da alcuni rappresentanti ministeriali.
La commissione finanziaria, presieduta da un magistrato della Corte dei conti, vigila sulla conservazione dei fondi e sul corretto utilizzo degli introiti.

### Presidenti
- 2001 - 2007: Simone Veil (Presidente onoraria dal 2007)[7] ;
- dal 2007: David de Rothschild.